# Pouillé (Vienne)
Pouillé é uma comuna francesa na região administrativa da Nova Aquitânia, no departamento de Vienne. Estende-se por uma área de 13,96 km². Em 2010 a comuna tinha 683 habitantes (densidade: 48,9 hab./km²).